# Драй-Гляйхен
Драй-Гляйхен (нім. Drei Gleichen) — сільська громада в Німеччині, розташована в землі Тюрингія. Входить до складу району Гота.
Площа — 57,82 км2. Населення становить Невірний параметр metadata 16 067 086 ос. (станом на 31 грудня 2021).